# Winkleigh, Devon
Winkleigh är en ort och civil parish i Storbritannien.   Den ligger i grevskapet Devon och riksdelen England, i den södra delen av landet, 280 km väster om huvudstaden London. Winkleigh ligger 168 meter över havet och antalet invånare är 1 800.
Terrängen runt Winkleigh är huvudsakligen platt. Winkleigh ligger uppe på en höjd.Runt Winkleigh är det ganska tätbefolkat, med 80 invånare per kvadratkilometer. Närmaste större samhälle är Okehampton, 13,7 km söder om Winkleigh. Trakten runt Winkleigh består i huvudsak av gräsmarker.